# Mortefontaine (Oise)
Mortefontaine ist eine französische Gemeinde mit 859 Einwohnern (Stand: 1. Januar 2022) im Département Oise in der Region Hauts-de-France. Sie gehört zum Arrondissement Senlis und zum Kanton Senlis. Die Einwohner werden Mortefontainois genannt. 

## Geographie
Die Gemeinde Mortefontaine liegt an der Thève, an der Grenze zum Département Val-d’Oise und an den Ausläufern des Waldes von Chantilly. Umgeben wird Mortefontaine von den Nachbargemeinden Thiers-sur-Thève im Nordwesten und Norden, Fontaine-Chaalis im Norden und Nordosten, Ver-sur-Launette im Osten, Othis im Südosten, Moussy-le-Neuf im Süden sowie Plailly im Westen. Mortefontaine hat eine Exklave südwestlich der eigentlichen Gemeinde. Sie wird umgeben von Plailly im Norden, Osten und Süden sowie Saint-Witz im Westen. Durch die Gemeinde führt die frühere Route nationale 322 (heutige D 922). 

## Bevölkerungsentwicklung
| Jahr                       | 1962 | 1968 | 1975 | 1982 | 1990 | 1999 | 2006 | 2012 | 2021 |
| -------------------------- | ---- | ---- | ---- | ---- | ---- | ---- | ---- | ---- | ---- |
| Einwohner                  | 524  | 545  | 534  | 590  | 734  | 701  | 844  | 838  | 884  |
| Quellen: Cassini und INSEE |      |      |      |      |      |      |      |      |      |

## Sehenswürdigkeiten
- Kirche Saint-Barthélemy aus dem Jahr 1276, in der heutigen Gestalt aus dem 16. Jahrhundert
- Monumentalbrunnen, um 1770 erbaut, seit 1946 Monument historique
- Schloss Mortefontaine, zwischen 1600 und 1630 erbaut, seit 2004 Monument historique
- Schloss Vallière, 1894 erbaut von Antoine, 11. Herzog von Gramont, und seiner Frau Marguerite-Alexandrine de Rothschild, Monument historique seit 1975
- Turmruine von Montmélian, um 1205 errichtet
- Turm Rochefort

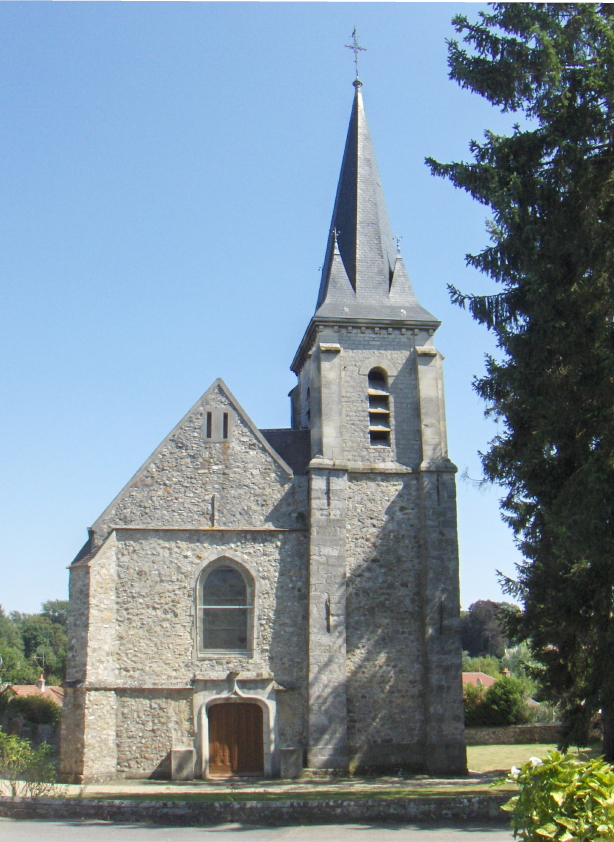
Kirche Saint-Barthélemy
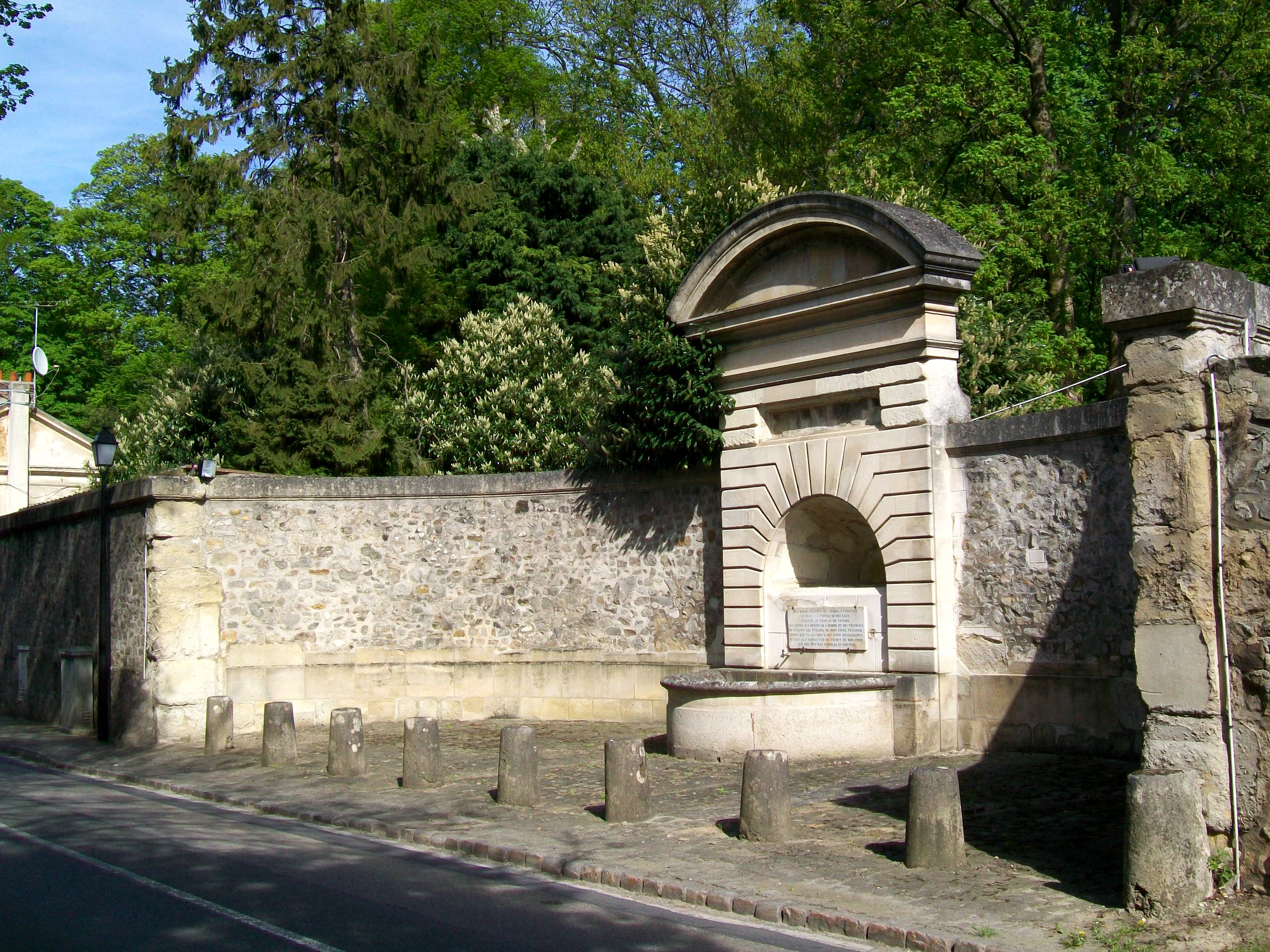
Monumentalbrunnen
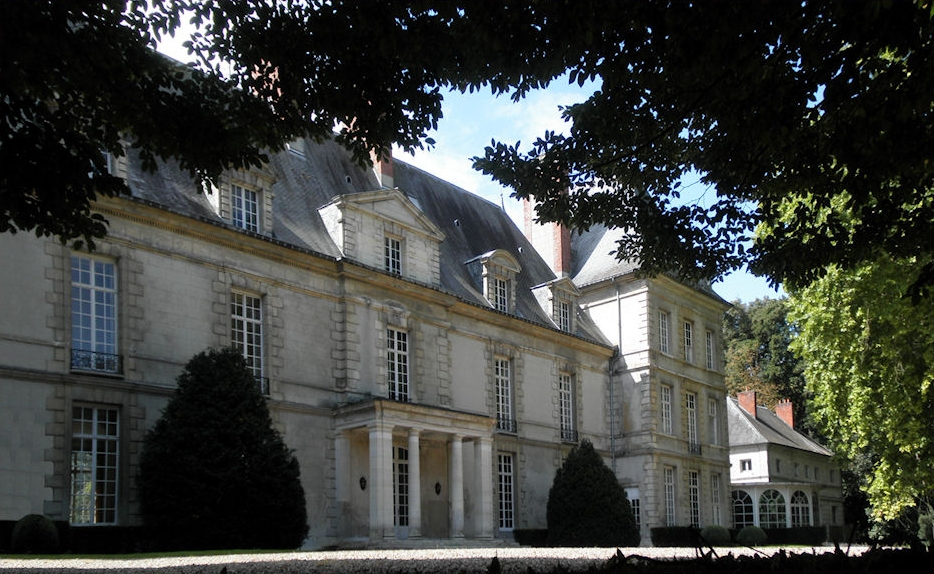
Schloss Mortefontaine
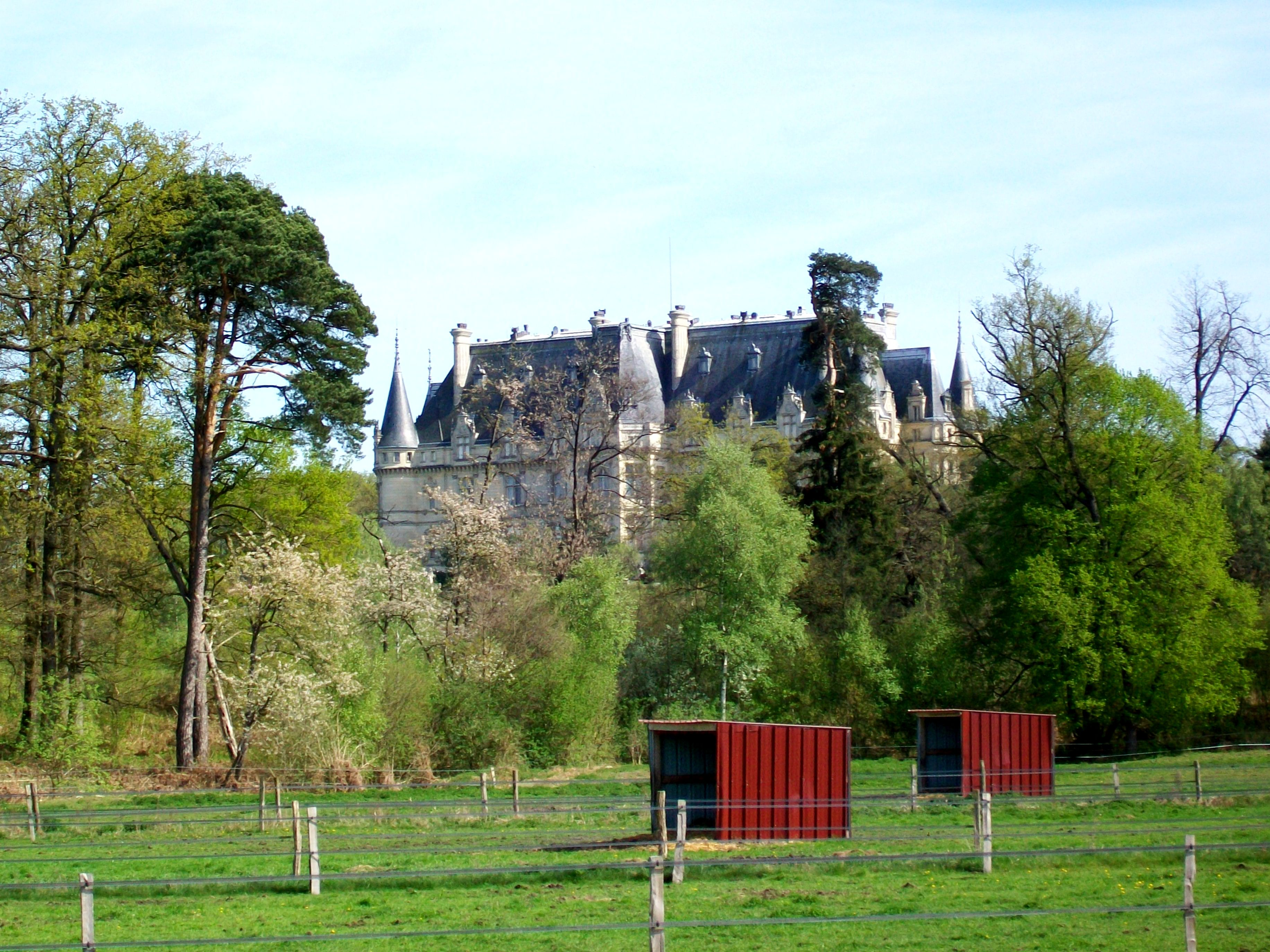
Schloss Vallière
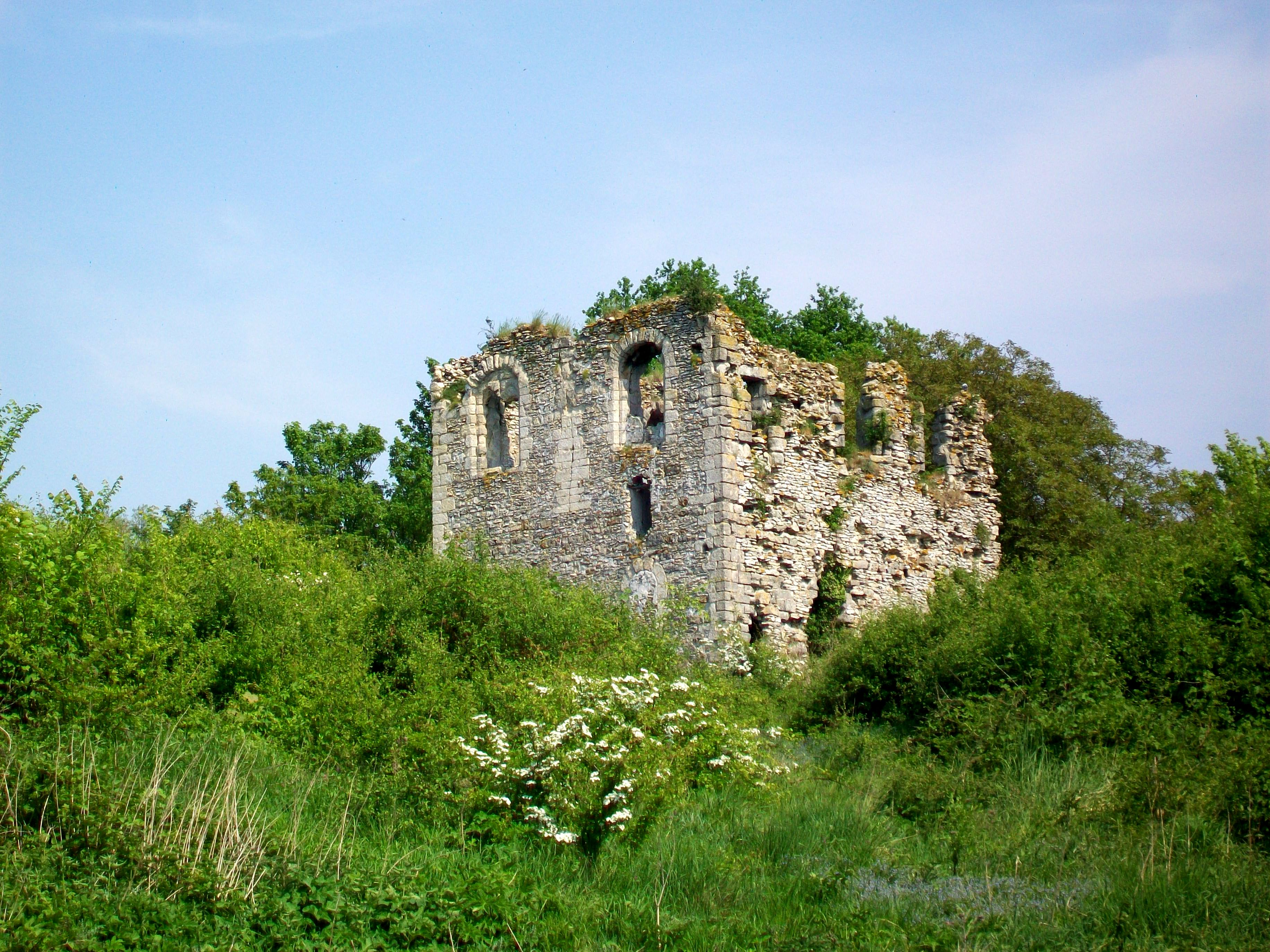
Turm von Montmélian

## Persönlichkeiten
- Joseph Bonaparte (1768–1844), König von Neapel (1806–1808) und von Spanien (1808–1813), Herr über Mortefontaine